# レーモン・クノー

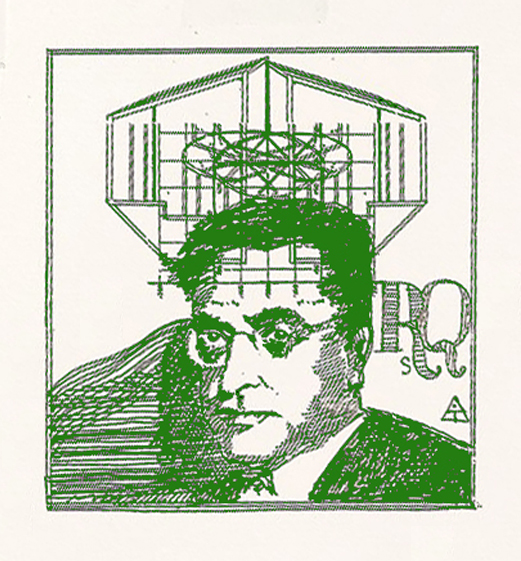
ジャン・マックス・アルベールによるクノーの肖像

レーモン（レモン）・クノー（Raymond Queneau, 1903年2月21日 - 1976年10月25日）は、フランスの詩人・小説家。『地下鉄のザジ』、『文体練習』などの実験的な作風で知られる。

## 生涯
ノルマンディー地方のル・アーヴルに生まれる。両親はオーギュスト・クノーとジョゼフィーヌ・ミニョ。一人息子であった。1919年にラテン語とギリシア語のバカロレアを取得、翌年には哲学のバカロレアを取得した。1921年から2年間ソルボンヌ大学で文学と数学を学び、哲学と心理学の学士号を取得した。
1925年から1926年まで兵役、アルジェリアとモロッコで歩兵（いわゆるズワーヴ兵）を務める（リフ戦争）。1928年にジャニーヌ・カーン（アンドレ・ブルトンの最初の妻シモーヌの妹）と結婚。1934年に一人息子のジャン＝マリーをもうける。ジャニーヌとの生活は彼女が亡くなる1972年まで続いた。
1939年にも徴兵されるが、1940年に復員。以降第二次世界大戦が終わるまで、家族と共にサン＝レオナール＝ド＝ノブラに住む画家エリー・ラスコーの家に寄宿する。
クノーは生涯の大部分をガリマール社社員として過ごした。1938年に入社、1956年からは『プレイヤード叢書』の編集主幹を務めた。この間ヌイイのÉcole nouvelleで教えていたこともある。1950年からコレージュ・ド・パタフィジックに参加、また1951年にはゴンクール・アカデミーの一員となった。1952年からはユーモア・アカデミーの一員となり、また1955年から1957年までカンヌ映画祭の審査員も務めた。
翻訳家としても活動しており、ナイジェリア人作家エイモス・チュツオーラがロンドンで英語で出版した小説『やし酒飲み』の仏語訳を1953年に出版している（フランス語版の題名は『密林の飲んだくれ』）。またアレクサンドル・コジェーヴ（クノーは1930年代にジョルジュ・バタイユらと共にコジェーヴの生徒だった）が行ったヘーゲルの『精神現象学』の講義録を編集・出版している。
1976年10月25日、パリで死去。73歳。

## 作品について
1920年代におけるシュルレアリストとの交友と決別の後、1932年のギリシア旅行中に処女作『はまむぎ』を書き上げる。これは旅行中たまたま手元にあったデカルトの『方法序説』を現代の話し言葉で書いてみたらどうなるかというアイディアに基づいて書かれている。クノーの意図は、中世の作家たちがラテン語（書き言葉）ではなく新しいフランス語（話し言葉）で哲学・神学的著作を書いた（それによってフランス語は書き言葉になった）ように、現代ではもはや古くなってしまったフランス語ではなく、話し言葉で哲学的な著作を書くことによってその乖離を乗り越えなければならないというものであった。『はまむぎ』は1933年に発表されたが、のちのヌーヴォー・ロマンの先駆をなす前衛的な作品であったにもかかわらず（あるいは前衛的だったために）文壇からは黙殺された。これに憤慨したジョルジュ・バタイユやミシェル・レリスをはじめとする13人の友人たちは、アンドレ・マルローの『人間の条件』がゴンクール賞を受賞したのと同じ日に、パリの老舗カフェ「ドゥ・マゴ」においてクノーに与えるためだけの文学賞をみずから新設し、一人100フランずつポケットマネーを出し合って賞金1300フランをクノーに授与した。これがのちにフランス文壇においてゴンクール賞と並んで権威ある文学賞となったドゥ・マゴ賞の発足の経緯である。
クノーがフランスで一般の注目を集めるようになったのは、1959年の小説『地下鉄のザジ』がきっかけである。これはルイ・マルによって翌1960年に映画化され、フランス映画のヌーヴェルヴァーグ運動の先駆けとなっただけになおさらのことであった。当時のフランス小説が規範的な書き言葉に則っていたのに対して、『ザジ』では口語表現が多用されており、またフランス語の正書法から離れて、"D'où qu'ils puent donc tant?"という表現に"Doukipudonktan"という音声学的転記を行うといった実験も行っている。
1960年に発足した潜在的文学工房（ウリポ）では師範格として様々な文学的実験を行ったが、クノーはウリポ発足以前から創作の源泉として数学に関心を抱いていた。1948年にはフランス数学会に会員登録している。クノーの数学、あるいは数そのものへのこだわりとしてよく知られたものとしては、例えば処女作『はまむぎ』がある。この小説は全部で7章あるが、1章が13節からなるので7×13＝91節であり、この91という数字は1から13までの自然数の総和である。このように、テクストの諸要素は章分けの総数といった一見するとどうでもよいものまで含めてあらかじめ決定（あえて言えば「計算」）されているべきであるとクノーは考えたのである。また『オディール』の主人公はクノー自身がモデルであるが、彼はしきりと他の登場人物に対して数学談義をもちかける。『百兆の詩篇』は、10篇のソネット（14行からなる詩）を1行ずつバラバラに切り離して組み合わせておいたものを、読者が好きなように並べ替えることで10の14乗すなわち100兆通りのソネットが作れるというものである。なお、1篇の詩に1分（並べ替えに15秒、読むのに45秒）としてすべてのソネットを読むのにかかる時間を計算すると、1日24時間、1年365日休まず読み続けても190,258,751年＋αを要するとのことである。また後年の著作「ダフィット・ヒルベルトによる文学の基礎付け」（1976年）では数学者ダフィット・ヒルベルトを取り上げ、テクスト的公理系からの半数学的派生によって文学を基礎づけようという試みを行っている。現代数学界の最新動向に対する関心も終生もちつづけていた。
クノーの代表作の一つ『文体練習』は、ある男が同じ人物を一日に二度見かけるという単純な物語を、99種類の異なる文体で描くという試みである。

## シュルレアリスムとの関係
1924年からクノーはシュルレアリストたちの会合に参加しているが、自動記述などのシュルレアリスト的な方法を用いたことも、シュルレアリストの極左的政治方針に賛同したこともなかった。精神分析学には興味を持ったが、文学への応用を考えるというよりは、ミシェル・レリス、バタイユ、クルヴェルらと同様、私生活に係わる理由だった。
クノーは早くも1926年には、シュルレアリストたちのスターリン礼賛を問題にしている。クノーがブルトンと距離を取りシュルレアリスム運動と離れることとなったきっかけの一つとしては、1929年のブルトンと妻シモーヌの離婚がある。これはブルトン自身の浮気が原因だが、シモーヌはブルトンへのあてつけに若いシュルレアリストのマックス・モリーズと恋仲になったのである。これに苛立ったブルトンは友人たちにシモーヌと会うことを禁止する旨を厳命した。しかしクノーにとってシモーヌは自分の妻ジャニーヌの姉であるため、「自分の義姉に会うのを他人から禁じられるいわれはない」としてブルトンの指示をはねつけ、絶交を言い渡したのである。なおクノー夫婦はシモーヌと共に何度かフランスを旅行しており、この旅行の模様は『泥土の子供たち』(Les Enfants du Limon)にも影を落としている。
この年2月のシュルレアリストの会合にブルトンは、レリスやテュアルのようなクノーと親しい人々を誘わなかった。ただし3月11日の会合にはクノーも参加し、トロツキーなどについて議論されたこの会合の書記係を務めている。
クルヴェル、エリュアール、アラゴン、ブルトンらがフランス共産党に入党した1930年、クノーはバタイユ、レリス、ジャック・プレヴェール、アレホ・カルペンティエル、ジャック・バロン、J・A・ボワファール、ロベール・デスノス、ジョルジュ・ランブール、マックス・モリーズ、ジョルジュ・リーブモン＝デセーニュ、ロジェ・ヴィトラックと共に『死骸』と題するブルトンへの激しい攻撃文書を公にし、ブルトンとの決別を宣言した。この前後のシュルレアリスム運動の内幕は、1937年の著書『オディール』で小説の形式を借りて描かれている。

## 交友
レリスは『獣道』の中で、1924年のクノーとの初めての出会いについてこう書いている。フランス北部の町ヌムールを画家アンドレ・マッソン、劇作家アルマン・サラクルー、画家フアン・グリスらと訪れた時、サラクルーの友人ロラン・テュアルがル・アーヴルからの列車でクノーと遭遇し、そのまま連れてきた。クノーはレリスより2歳下だったが、初対面ではそれほど学識は感じられず、またクノーの方でもレリスたちとの出会いにあまり感動した様子はなかった。後年クノーが兵役を終えて1926年か27年頃シュルレアリストたちが入り浸っていたオペラ座近くのセルタという名前のカフェに顔を出すようになった時再会し、西洋哲学などについて話しているうち、クノーの学識の高さを理解した。レリスとクノーはバタイユの『ドキュマン』誌への寄稿を通じて親しくなり、一緒にコンサートに行ったり、ジャニーヌと3人でスペインに旅行したりもしたという。
クノーはボリス・スヴァリーヌの主宰する雑誌『社会批評』（1930年 - 1934年）にもいくつかの評論を寄稿している。そのうちの一つはレーモン・ルーセル論で、ルーセルの「想像力においては、数学への情熱と詩人的合理性が結合している」と述べている。ただし全体としては文芸評論より科学評論が多く、パヴロフやベルナドスキーについて書いたり、ある軍人が書いた乗馬服の歴史についての本を書評したりしている。
バタイユがヘーゲル論を書くとき、エンゲルスや数学的弁証法について助言したこともある。

## 伝記
- ミシェル・レキュルール『レーモン・クノー伝』久保昭博・中島万紀子訳（水声社, 2019年）

## 著作

### レーモン・クノー・コレクション
全13巻（水声社、2011-2013年）
1. 『はまむぎ』久保昭博訳　2012年
2. 『最後の日々』宮川明子訳　2011年
3. 『リモンの子供たち』塩塚秀一郎訳　2013年
4. 『きびしい冬』鈴木雅生訳　2012年
5. 『わが友ピエロ』菅野昭正訳　2012年
6. 『ルイユから遠くはなれて』三ツ堀広一郎訳　2012年
7. 『文体練習』松島征・原野葉子・福田裕大・河田学訳　2012年
8. 『聖グラングラン祭』渡邊一民訳　2011年
9. 『人生の日曜日』芳川泰久訳　2012年
10. 『地下鉄のザジ』久保昭博訳　2011年
11. 『サリー・マーラ全集』中島万紀子訳　2011年
12. 『青い花』新島進訳　2012年
13. 『イカロスの飛行』石川清子訳　2012年

### 小説
- Le Chiendent (1933) ：『はまむぎ』滝田文彦訳、白水社, 1976年／久保昭博訳、水声社
- Gueule de pierre (1934)
- Les Derniers jours(1936) ：『最後の日々』宮川明子訳、水声社
- Odile (1937) ：『オディール』宮川明子訳、月曜社, 2003年
- Les Enfants du Limon (1938)：『リモンの子供たち』塩塚秀一郎訳、水声社
- Un Rude hiver (1939) ：『きびしい冬』大久保清臣訳、集英社, 1968年／鈴木雅生訳、水声社
- Les temps mêlés (1941)
- Pierrot mon ami (1942) ：『わが友ピエロ』菅野昭正訳、新潮社, 1965年。新版 水声社
- Si tu t’imagines (1942)
- Loin de Rueil (1944) ：『ルイユから遠くはなれて』三ツ堀広一郎訳、水声社
- En passant (1944)
- Exercices de Style (1947) ：『文体練習』朝比奈弘治訳、朝日出版社, 1996年／松島征ほか訳、水声社
- On est toujours trop bon avec les femmes (1947)
- Saint-Glinglin (1948) ：『聖グラングラン祭』渡邊一民訳、中央公論社, 1970年。新版 水声社
- Le Journal intime de Sally Mara (1950) ：『サリー・マーラ全集』中島万紀子訳、水声社
- Le Dimanche de la vie　(1952) ：『人生の日曜日』白井浩司訳、集英社, 1968年／芳川泰久訳、水声社
- Zazie dans le métro (1959) ：『地下鉄のザジ』生田耕作訳、中公文庫, 1974年、改版2021年、白水社, 1989年／久保昭博訳、水声社
- Les Fleurs bleues (1965) ：『青い花』滝田文彦訳、筑摩書房, 1969年／新島進訳、水声社
- Le Vol d'Icare (1968) ：『イカロスの飛行』滝田文彦訳、筑摩書房, 1972年、ちくま文庫, 1991年／石川清子訳、水声社
Roman en forme de scénario（レーゼシナリオ、シナリオ形式の小説）

### 詩
- Chêne et chien (1937)
- Les Ziaux 『涙の眼』(1943)
- L'Instant fatal『運命の瞬間』 (1946)
- Petite cosmogonie portative『携帯用小宇宙論』 (1950)
- Cent Mille Milliards de Poèmes『百兆の詩篇』(1961)、塩塚秀一郎・久保昭博訳、水声社, 2013年
- Le chien à la mandoline (1965)
- Battre la campagne  (1967)
- Courir les rues  (1967)
- Fendre les flots (1969)
- Morale élémentaire (1975)

### 評論
- Bâtons, chiffres et lettres (1950)
- Pour Une Bibliothèque Idéale (1956)
- Entretiens avec Georges Charbonnier (1962)
- Bords (1963)
- Une Histoire modèle (1966)
- Le Voyage en Grèce (1973)
- Traité des vertus démocratiques (1993)

### その他
- Un Cadavre (1930) with Jacques Baron, Georges Bataille, J.-A. Boiffard, Robert Desnos, Michel Leiris, Georges Limbour, Max Morise, Jacques Prévert, Georges Ribemont-Dessaignes, and Roger Vitrac.
- Les fondements de la littérature d’après David Hilbert (1976)
- Contes et propos (1981)
- Journal 1939-1940 (1986)
- Journaux 1914-1965 (1996)